# Браян Тайлер
Бра́ян Та́йлер (англ. Brian Tyler) — композитор, диригент, аранжувальник і продюсер, що пише музику для кінематографа, телебачення та відеоігор. Серед фільмів такі як «Нестримні», «Рембо 4», «Форсаж 4» та ін.
На замовлення «Liberty Media» написав нову музичну заставку для Формули-1, яка звучить починаючи з сезону 2018 року.

## Життєпис
Музику Браян почав писати ще будучи дитиною. У підлітковому віці він вже виступав з власними концертами в США. До написання перших саундтреків до фільмів, Тайлер грав на піаніно, гітарі, класичних ударних, бас-гітарі й на барабанах у різних оркестрах і групах. Здобув ступінь бакалавра в Каліфорнійському університеті Лос-Анджелеса, ступінь магістра в Гарварді.
Любов до кінематографа дісталася Браяну від його діда — Волтера Тайлера, який був художником-постановником і лауреатом премії «Оскар».

## Фільмографія

### Фільми
| Рік  | Фільм                                      | Рік  | Фільм                                     |
| ---- | ------------------------------------------ | ---- | ----------------------------------------- |
| 1997 | «Бармен»                                   | 2013 | «Залізна людина 3»                        |
| 1998 | «Шестиструнний самурай»                    | 2013 | «Ілюзія обману»                           |
| 1999 | «Поселення»                                | 2013 | «Тор 2: Царство темряви»                  |
| 1999 | «Четвертий поверх»                         | 2014 | «Підлітки-мутанти черепашки-ніндзя»       |
| 2000 | «Година тіней»                             | 2014 | «Назустріч шторму»                        |
| 2001 | «Порок»                                    | 2014 | «Нестримні 3»                             |
| 2002 | «Останній шанс»                            | 2015 | «Форсаж 7»                                |
| 2002 | «Бабба Хо-Теп»                             | 2015 | «Месники: Ера Альтрона»                   |
| 2003 | «Спадає темрява»                           | 2015 | «Правда»                                  |
| 2003 | «Загнаний»                                 | 2016 | «Злочинець»                               |
| 2003 | «Велика порожнеча»                         | 2016 | «Ілюзія обману: Другий акт»               |
| 2003 | «У пастці часу»                            | 2017 | «Три ікси: Реактивізація»                 |
| 2004 | «Завершальний монтаж»                      | 2017 | «Могутні рейнджери»                       |
| 2005 | «Константин: Володар темряви»              | 2017 | «Форсаж 8»                                |
| 2006 | «Глюки»                                    | 2017 | «Мумія»                                   |
| 2006 | «Потрійний форсаж: Токійський дрифт»       | 2018 | «Шалено багаті азійці»                    |
| 2007 | «Розділ»                                   | 2019 | «Смертельний лабіринт»                    |
| 2007 | «Війна»                                    | 2019 | «Чого хочуть чоловіки»                    |
| 2007 | «Чужі проти Хижака: Реквієм»               | 2019 | «За крок один від одного»                 |
| 2008 | «Рембо IV»                                 | 2019 | «Гра в хованки»                           |
| 2008 | «Небезпечний Бангкок»                      | 2019 | «Рембо: Остання кров»                     |
| 2008 | «Орлиний зір»                              | 2019 | «Ангели Чарлі»                            |
| 2009 | «Кімната смерті»                           | 2020 | «Clouds»                                  |
| 2009 | «Перлини дракона: Еволюція»                | 2021 | «Ті, хто бажають моєї смерті»             |
| 2009 | «Форсаж 4»                                 | 2021 | «Форсаж 9»                                |
| 2009 | «Пункт призначення 4»                      | 2021 | «Смертельний лабіринт 2: Небезпека всюди» |
| 2009 | «Посередники»                              | 2022 | «Крик»                                    |
| 2009 | «Законослухняний громадянин»               | 2022 | «Спокута кохання»                         |
| 2010 | «Нестримні»                                | 2022 | «Чіп і Дейл — бурундучки-рятівнички»      |
| 2011 | «Глобальне вторгнення: Битва Лос-Анджелес» | 2023 | «Крик 6»                                  |
| 2011 | «Форсаж 5: Пограбування в Ріо»             | 2023 | «Брати Супер Маріо в кіно»                |
| 2011 | «Пункт призначення 5»                      | 2023 | «Форсаж 10»                               |
| 2012 | «Гальмо»                                   | 2024 | «Ебіґейл»                                 |
| 2012 | «У фіналі Джон помре»                      | 2024 | «Трансформери: Початок»                   |
| 2012 | «Нестримні 2»                              |      |                                           |

### Серіали
| Рік     | Серіал                     | Примітки    |
| ------- | -------------------------- | ----------- |
| 1997    | «Дженні»                   | 17 епізодів |
| 1998    | «Життя в полоні»           | 8 епізодів  |
| 2000    | «Рівень 9»                 | 13 епізодів |
| 2001    | «Освіта Макса Бікфорда»    | 22 епізоди  |
| 2003    | «Зоряний шлях: Ентерпрайз» | 2 епізоди   |
| 2010-13 | «Трансформери: Прайм»      | 66 епізодів |
| 2011    | «Terra Nova»               | 13 епізодів |
| 2013-17 | «Сонна лощина»             | 36 епізодів |
| 2018-19 | «Єллоустоун»               | 19 епізодів |
| 2019    | «Болотяна істота»          | 10 епізодів |
| 2021-22 | «1883»                     | 10 епізодів |
| 2022    | «1923»                     | 8 епізодів  |

### Відеоігри
| Рік  | Відеогра                          |
| ---- | --------------------------------- |
| 2010 | «Lego Universe»                   |
| 2011 | «Call of Duty: Modern Warfare 3»  |
| 2011 | «Need for Speed: The Run»         |
| 2012 | «Far Cry 3»                       |
| 2013 | «Army of Two: The Devil's Cartel» |
| 2013 | «Assassin's Creed IV: Black Flag» |
| 2018 | «F1 2018»                         |
| 2019 | «Lost Ark»                        |
| 2019 | «F1 2019»                         |
| 2020 | PUBG Mobile                       |
| 2020 | «F1 2020»                         |
| 2021 | «F1 2021»                         |
| 2022 | «F1 22»                           |
| 2022 | «F1 Manager 2022»                 |
| 2023 | «F1 23»                           |
| 2023 | «F1 Manager 2023»                 |

## Нагороди
| Рік  | Нагорода                          | Категорія | Номінована робота                 | Результат |
| ---- | --------------------------------- | --- | --------------------------------- | --------- |
| 2002 | Прайм-тайм премія «Еммі»          | Найкраща музична композиція в мінісеріалі або серіалі-антології, або телефільмі (оригінальна драматична музика) | «Останній шанс»                   | Номінація |
| 2003 | Fangoria Chainsaw Awards          | Кращий сценарій                                                                                                 | «Порок»                           | Перемога  |
| 2004 | Міжнародна асоціація кінокритиків | Найкраща оригінальна музика до фільму жахів/трилера                                                             | «Завершальний монтаж»             | Номінація |
| 2009 | Міжнародна асоціація кінокритиків | Кінокомпозитор року                                                                                             |                                   | Номінація |
| 2009 | Міжнародна асоціація кінокритиків | Найкраща оригінальна музика до фільму жахів/трилера                                                             | «Кімната смерті»                  | Номінація |
| 2010 | Міжнародна асоціація кінокритиків | Найкраща оригінальна музика до відеоігри чи інтерактивного медіа                                                | «Lego Universe»                   | Номінація |
| 2011 | Денна премія «Еммі»               | Видатна музична режисура та композиція                                                                          | «Трансформери: Прайм»             | Номінація |
| 2011 | Міжнародна асоціація кінокритиків | Найкраща оригінальна музика до відеоігри чи інтерактивного медіа                                                | «Call of Duty: Modern Warfare 3»  | Номінація |
| 2013 | Міжнародна асоціація кінокритиків | Кінокомпозитор року                                                                                             |                                   | Номінація |
| 2013 | Міжнародна асоціація кінокритиків | Найкраща оригінальна музика до відеоігри чи інтерактивного медіа                                                | «Assassin's Creed IV: Black Flag» | Номінація |
| 2013 | Міжнародна асоціація кінокритиків | Найкраща оригінальна музика до бойовика/пригодницького фільму/трилера                                           | «Залізна людина 3»                | Номінація |
| 2014 | Премія «Сатурн»                   | Найкраща музика                                                                                                 | «Залізна людина 3»                | Номінація |
| 2014 | Премія «Сатурн»                   | Найкраща музика                                                                                                 | «Ілюзія обману»                   | Номінація |
| 2014 | Прайм-тайм премія «Еммі»          | Найкраща основна музична тема серіалу                                                                           | «Сонна лощина»                    | Номінація |
| 2022 | Прайм-тайм премія «Еммі»          | Найкраща музична композиція в мінісеріалі або серіалі-антології, або телефільмі (оригінальна драматична музика) | «1883»                            | Номінація |